# Cryptocarya subfalcata
Cryptocarya subfalcata är en lagerväxtart som beskrevs av C. K. Allen. Cryptocarya subfalcata ingår i släktet Cryptocarya och familjen lagerväxter. Inga underarter finns listade i Catalogue of Life.